# Vittatocrites lizleri
Vittatocrites lizleri là một loài bọ cánh cứng trong họ Cerambycidae.